# 피나르핀
피나르핀(Finarfin)은 《실마릴리온》의 등장인물이다. 놀도르 대왕 핀웨의 삼남이며, 대부분의 놀도르가 가운데땅 귀환을 위해 발리노르를 떠날 때, 핀웨를 이어 남은 놀도르를 통치할 왕자는 피나르핀 한 사람만이 있었기에 발리노르에 남은 놀도르의 대왕이 됐다.
손윗 형제 페아노르, 핑골핀은 가운데땅에서 각자가 핀웨의 왕위를 승계했다고 칭왕하였으나, 그들은 전사했고 뒤를 이어 왕이 된 자손들마저 정통성이 있는 남성 왕족이 모두 죽게 되면서 결과적으로 홀로 대왕직에 남았다.
출신이 불확실한 태양의 2시대 가운데땅 놀도르 최후의 대왕 길 갈라드는 그의 자손이거나 혹은 핑곤의 아들로 전해진다.
자식은 핀로드, 앙그로드, 아에그노르, 갈라드리엘이 있다.